# Brigata Italia (Verona)
La Brigata Italia fu una brigata di partigiani italiani indipendenti, non schierati cioè direttamente ed organicamente al fianco di un partito politico, riconosciuta comunque dal F.L.N.A.I. e strutturata nel C.Z.P. (Comando Zona Pianura). Operò dopo l'8 settembre 1943 nei territori dei comuni a sud della provincia di Verona, precisamente a Quaderni di Villafranca, Valeggio, Sommacampagna e nei limitrofi comuni mantovani di Roverbella, Goito e Monzambano e Ponti sul Mincio. Arrivò a contare su un organico di circa 300 uomini, tra partigiani e fiancheggiatori, comandati da "Enzo" (Fiorenzo Olivieri)

Partigiani di Valeggio sul Mincio: riconoscibile inginocchiato sul cofano Luc Colomb, un giovane partigiano alsaziano che diede un grande contributo alla guerra di resistenza.

Membri della Brigata Italia: riconoscibile a sinistra col moschetto Adalberto Baldi (Aldo il Francese) e alla sua sinistra il comandante Enzo Olivieri (Enzo)

Assieme alla Brigata Anita faceva parte della divisione L. Fava, comandata da "Aldo il francese" (Adalberto Baldi). La Brigata Italia prese parte al fianco della Brigata Avesani e agli Arditi del IX reggimento alla battaglia di Monte Casale, in quella che in Italia fu praticamente l'ultima vera e propria battaglia della seconda guerra mondiale, che si svolse sulle colline di Ponti sul Mincio il 30 aprile del 1945 contro una formazione di tedeschi della FlaK (contraerea) che, in fuga verso il passo del Brennero, si era asserragliata sulla sommità della collinetta detta Monte Casale, a fianco della strada che collega Peschiera del Garda a Ponti sul Mincio.
Nel 2005 l'Amministrazione Comunale di Villafranca di Verona ha voluto ricordare questa formazione partigiana dedicandole una via a Quaderni, il paese dove praticamente aveva sede il comando della Brigata.